# LIV高爾夫
LIV高爾夫 (/lɪv/) 是由沙烏地阿拉伯主權財富基金沙烏地阿拉伯公共投資基金資助的職業高爾夫巡迴賽。LIV這個名字是指羅馬數字54，是要在標準桿72桿的球場上的每個洞都抓小鳥的桿數，以及在LIV賽事中要打的洞數。首屆LIV高爾夫邀請系列賽於2022年6月9日在英國倫敦附近的Centurion俱樂部開始。邀請賽將在2023年成為LIV高爾夫聯賽。

## 爭議
LIV高爾夫成立之初因為其阿拉伯資金的背景，被受西方世界球手的唾棄。轉會的球手被說成背叛PGA，甚至賣友求榮。但是受到數以億元美金計的轉會費以及比較輕鬆的賽程所吸引，不少頂尖的球手都紛紛轉會。2024年3月，前萊德盃美國隊隊長保羅·威廉·阿辛格形容PGA巡迴賽已經淪為LIV高爾夫的「資格賽」。

## 香港站
LIV高爾夫於2024年加入香港站賽事，賽事由2024年3月8日至10日於粉嶺高爾夫球場舉行，並由Now TV 直播全部三日比賽，參加球手包括拉姆、米基遜、高普卡、史密夫、德斯汀莊臣及迪森布等等。2025年，LIV高爾夫繼續設有香港站賽事。

## 外部連結
- 官方網站 （页面存档备份，存于）